# Muziek in Israël
Belangrijkste invloeden op de muziek in Israël zijn pop, rock, jazz, klassiek, de muziek die emigranten meenamen uit hun geboortestreken en -last but not least- de Arabische muziek.
Klassieke Israëlische liederen zijn meestal popliedjes die de tanden der tijd hebben doorstaan.
De informele cultuur in Israël en bijvoorbeeld het feit dat de auteursrechten van klassieke muziek en popmuziek bij dezelfde organisatie zijn ondergebracht, hebben de grenzen tussen muziekstijlen in Israël bijzonder doen vervagen. Vele componisten componeren zowel pop/rock als klassiek.
Ook het gebruik van teksten is typerend: klassieke poëzie wordt vaak gebruikt als songtekst door pop/rockartiesten.